# NGC 4149
NGC 4149 (NGC 4154) é uma galáxia espiral (S?) localizada na direcção da constelação de Ursa Major. Possui uma declinação de +58° 18' 14" e uma ascensão recta de 12 horas, 10 minutos e 32,8 segundos.
A galáxia NGC 4149 foi descoberta em 17 de Abril de 1789 por William Herschel.